# Mansfield (Geórgia)
Mansfield é uma cidade localizada no estado americano de Geórgia, no Condado de Newton.

## Demografia
Segundo o censo americano de 2000, a sua população era de 392 habitantes.
Em 2006, foi estimada uma população de 530, um aumento de 138 (35.2%).

## Geografia
De acordo com o United States Census Bureau tem uma área de 2,8 km², dos quais 2,8 km² cobertos por terra e 0,0 km² cobertos por água. Mansfield localiza-se a aproximadamente 238 m acima do nível do mar.

## Localidades na vizinhança
O diagrama seguinte representa as localidades num raio de 20 km ao redor de Mansfield.